# ياكوب فون هارتمان
ياكوب فون هارتمان (بالألمانية: Jakob von Hartmann)‏ هو عسكري ألماني، ولد في 4 فبراير 1795 في Maikammer ‏ في ألمانيا، وتوفي في 23 فبراير 1873 في فورتسبورغ في ألمانيا.